# Arkanprinzip
Das Arkanprinzip (von lateinisch arcanum ‚Geheimnis‘) ist der Grundsatz, Kultbräuche und Rituale nur einem Kreis von Eingeweihten zugänglich zu machen.

## Arkandisziplin
Unter Arkandisziplin versteht man eine förmliche Verpflichtung des in ein religiöses Geheimnis Eingeweihten, dieses zu wahren. Der Begriff wurde in der Neuzeit geprägt. Er stammt von dem französischen reformierten Theologen Jean Daillé (Dallaeus), der in seiner Schrift De usu patrum ad ea definienda religionis capita, quae sunt hodie controversa (Genf 1656) von einer disciplina arcani schrieb, die im Christentum vor dem 4. Jahrhundert unbekannt gewesen sei. Daillé wandte sich in seiner Abhandlung gegen die katholische Tradition, die den Kirchenvätern in Fragen des Glaubens und des Kultes Autorität zubilligte. In den damaligen Auseinandersetzungen zwischen reformierten und katholischen Theologen spielte die Frage einer geheimen, nur mündlich weitergegebenen Tradition der Kirchenväter eine Rolle; Katholiken rechtfertigten die Geheimhaltung, der reformierte Gelehrte Isaac Casaubon führte sie auf den Einfluss heidnischer Mysterienkulte zurück.
Dietrich Bonhoeffer hat unter dem Eindruck der Vereinnahmung der christlichen Kirchen in der Zeit des Nationalsozialismus und der gleichzeitigen quasi-sakralen Selbstinszenierung des nationalsozialistischen Regimes die Wiederherstellung einer Arkandisziplin in der Kirche gefordert, „durch die die Geheimnisse des christlichen Glaubens vor Profanierung geschützt werden“. Die Kirche müsse für die Öffentlichkeit eine Sprache entwickeln, „die vielleicht ganz unreligiös, aber befreiend und erlösend, wie die Sprache Jesu“ sei. Bis dahin werde „die Sache der Christen eine stille und verborgene sein“. Es werde aber Menschen geben, „die beten und das Gerechte tun und auf Gottes Zeit warten“.
Der bis dahin im nichtreligiösen Kontext ungebräuchliche Ausdruck Arkandisziplin wurde erstmals 1962 von Jürgen Habermas abwertend auf die Geheimhaltungspraktiken der öffentlichen Verwaltung angewandt und ist heute als polemischer Begriff in der politischen Auseinandersetzung um die Schaffung bzw. Erweiterung von Informationsfreiheitsgesetzen in Gebrauch.
Das Arkanprinzip ist noch heute ein geltendes Gebot u. a. der Freimaurerei.
Die Soziolinguistik erforscht die sogenannten Arkansprachen.

## Arkanprinzip im frühen Christentum?
In antiken Mysterienkulten gab es eine Verpflichtung, Kultgebräuche geheim zu halten. Entgegen manchen im 19. Jahrhundert verbreiteten Theorien, die das frühe Christentum als eine Geheimreligion analog dieser Kulte zeichnen, lässt sich eine Tradition der Geheimhaltung im Christentum erst in der Spätantike und auch da nur sehr begrenzt feststellen. Erst im 3. Jahrhundert finden sich überlieferte Gebote zur Geheimhaltung von Riten und Texten; als frühester Beleg gilt Hippolyt von Rom. So wurden vor Ungetauften wohl aus praktischen Gründen, um Spott oder Missverständnisse zu vermeiden, oder – im Falle von Riten, nicht von Lehren – auch auf Grund der Heiligkeit der Sache der Ritus der Taufe und das Taufbekenntnis, das Ritual des Abendmahls, bestimmte theologische Lehren wie z. B. die Trinitätslehre und das Vaterunser geheim gehalten. Es gab aber keine allgemein anerkannte Festlegung des Umfangs der Geheimhaltungspflicht, und von Strafbestimmungen für den Fall einer Übertretung ist nichts bekannt. Eine christliche Arkandisziplin im Sinne antiker Mysterienkulte dürfte es somit nicht gegeben haben.

## Arkanprinzip in der jüdischen Mystik und Kabbala
Das Arkanprinzip in der Kabbala ist nicht ein einzelnes Konzept, sondern vielmehr die Vorstellung, dass es tiefere, verborgene Ebenen der Realität gibt, die nur durch mystische Erkenntnis zugänglich sind. Diese Wahrheiten betreffen das Verständnis der göttlichen Struktur des Universums, der menschlichen Seele und der Beziehung zwischen Gott und der Schöpfung. In der Kabbala ist es die Aufgabe des Eingeweihten, diese verborgenen Prinzipien zu entdecken und durch spirituelle Praxis und Erkenntnis zu erfahren.